# Nymølle (Lyngby-Taarbæk Kommune)
 For alternative betydninger, se Nymølle. (Se også artikler, som begynder med Nymølle)
Nymølle er en vandmølle ved Mølleåen.

## 1600-tallet
Møllen var, som navnet antyder, en af de nyere møller der blev anlagt ved åen. Den blev anlagt ved et vadested på ruten hvor kulsvierne rejste til København når de skulle afhænde deres kul. Den nærliggende Kulsviervej vidner endnu om ruten.
I 1643 fik våbensmeden og ejeren af Lyngby Mølle Jacob Petz Drejer kongelig tilladelse til at opføre endnu en våbensmedje på Mølleåen, placeret imellem Ørholm Mølle og Stampen. Han havde sluttet kontrakt med kongen om levering af 2000 musketter til Tøjhuset i Købehavn. Det er imidlertid uvist om møllen blev oprettet under Petz, men Henrik Müller, ejeren af Hjortholm Mølle opdagede muligheden i at anlægge en mølle på strækningen, og han manglede netop en hammermølle til sit kobberværk. Han opnåede derfor kongelig tilladelse til at anlægge denne engang i 1650'erne.
Da Frederik 3. i 1668 overtog Hjortholm Mølle i forbindelse med planerne om at opføre et Frederiksdal fulgte Nymølle med. Da anlæggene blev overtaget af Christian 5.s gemalinde Charlotte Amalie, forpagtede hun Nymølle til Henrik Ehm, som allerede forpagtede Fuglevad Mølle og Brede Mølle. Det vigtigste inventar fra den nedlagte Hjortholm kobbermølle blev flyttet til Nymølle, eller "Det lille kobberværk", som det blev kaldt.
I perioden 1681 til 1696 forpagtedes møllen af Lorentz Badstuber (død 1692), men fra 1696 var det atter Ehm der stod for møllens drift. I 1699 opnåede han privilegium på salg af kobbervarer. Kobbervarerne som udgik fra møllen stempledes med dronningens monogram, og da den overgik til prinsesse Sophie Hedevig med dennes monogram.

## Nyere tid
I 1705 kom møllen igen under Badstuber-slægtens forpagtning. Lorentz Badstubers enkes anden mand Jacob Zitzke, samt Lorentz' søn Poul Badstuber. I 1733 fik Poul forpagtningen af møllen på livstid. Men da Sophie Hedvig døde i 1735 og hendes gods tilfaldt staten, blev der lagt nye planer. Rentekammeret foreslog at man burde indrette en jern- og ståltrådsfabrik, og de henvendte sig til Badstuber med forslag om at han stillede Nymølle til rådighed for indretningen af en sådan under en tysk ståltrådstækker J.G. Rotthaus. Badstuber indvilligede på den betingelse at han fik overdraget Nymølle som sin egen ejendom, hvilket tilstodes 1737.
Ståltrådsfabrikken blev imidlertid en fiasko og i 1746 gik Badstuber, som også ejede Brede Mølle, fallit. Møllerne blev på tvangsauktion købt af konsortiet Fabritius & Wever. I 1794 blev møllen overtaget af englænderne Henry Nelthropp & John Joseph Harris som omstillede produktionen til papirfabrikation i forbindelse med Ørholm Mølle.
I 1837 blev fabrikken igen sat på auktion, og efter skiftende korte ejerskaber overtog firmaet J.C. Drewsen & Sønner, som ejede Strandmøllen Nymølle-fabrikken. Efter en brand i 1855 opførte man den nuværende møllebygning. Under Aktieselskabet De Forenede Papirfabrikker gik det tilbage, og Nymølle lukkede i 1917.
Noget af bygningskomplekset ejes i dag af Lyngby-Taarbæk Kommune, resten er i privat eje.

## Ole Kollerød mordet
En nat i 1837 blev fabrikkens papirkusk Lars Pedersen myrdet på sit værelse i Nymølle. Mordet var et rovmord, begået af Ole Kollerød, som sammen med en tidligere vægter på Nymølle, Ole Hansen, og en lokal Christian Knudsen, var brudt ind i værelset for at stjæle Lars Pedersens ejendele. Ole Kollerød blev henrettet for mordet i 1840.